# BLACKFOX: Age of the Ninja
『BLACKFOX: Age of the Ninja』（ブラックフォックス エイジ オブ ザ ニンジャ）は、2019年の日本映画。同年10月5日公開のアニメ映画『BLACKFOX』の連動企画で実写版として製作された特撮アクション時代劇。アニメ版の主人公の石動律花の先祖の江戸時代の女性忍者の活躍を描く「エピソードゼロ」。脚本はアニメ版と同じくハヤシナオキが手がけ、監督は坂本浩一、主演は本作品が初主演作となる山本千尋。

## あらすじ
まだ日本に侍や忍者が存在した頃。
報酬次第であらゆる任務を請け負う忍者一族「狐」の次期当主として育てられた石動 律花は、「狐」を探して山中を彷徨っていた少女・宮と出会う。
突如襲来した戦闘集団・根来衆によって父・呂連を殺された宮は、「狐」の六代目当主にして律花の祖父でもある石動 兵衛に仇討ちを依頼する。生来の優しさから人命を奪うことに抵抗のある律花は、依頼を受諾した兵衛に異議を申し立てようとするが、そこに宮を狙う根来衆が奇襲をかける。
激しい戦いは双方痛み分けの形で終わったが、律花は当主の決定に口を挟んだ咎として雑用をさせられてしまう。不器用な律花を見かねて助けに入った宮と共に雑用をこなすうちに、律花は宮と友情を育んでいく。しかしその間にも、根来衆を操り宮を狙う何者かの陰謀は進んでいた。
果たして宮を狙う者の正体、そしてその目的とは。全ての真実が明らかになる時、律花は友を救うため決死の戦いに挑む。

## 登場人物

### 主要人物
石動 律花（いするぎ りっか）
演 - 山本千尋
「狐」と称される忍者一族・石動家の次期当主。
宮（みや）
演 - 矢島舞美
山中に暮らす不思議な能力を持つ少女。父・呂連の仇討ちを誓う。
明里咲（めりさ）
演 - 大久保桜子
石動家で働く掃除洗濯の達人。律花の友。
白（はく）
演 - 藤岡麻美
根来衆の頭目。中国武術を使う美女。
戸田重次（とだ しげつぐ）
演 - 久保田悠来
公儀見回り組の頭目。剣の達人で、武羅土の懐刀。
武羅土（ぶらど）
演 - 石黒英雄
武羅土藩大名。裏の顔を持つ。
ウト
演 - 宮原華音
根来衆の琉球拳法の使い手。斬り込み隊長。
ジン
演 - 出合正幸
根来衆の朝鮮武術の使い手。蹴り技を得意とする。
黒龍（こくりゅう）
演 - 中村浩二
根来衆の相撲技の使い手。怪力自慢で大食漢。
亜廉（あれん）
演 - 島津健太郎
律花の亡き父。カラクリ職人。
百合（りり）
演 - 七瀬彩夏
町の売り子。
妖術師
演 - 福本清三
武羅土の屋敷に出入りする。
呂連（ろれん）
演 - 升毅
宮の父。発明家。根来衆に殺害される。
石動 兵衛（いするぎ ひょうえ）
演 - 倉田保昭
石動家（いするぎけ）六代目当主。律花の祖父。

### その他
- 浜田隆広
- 本山力
- 吉田輝生
- 窪田弘和
- 山本辰彦
- 山根誠示
- 高島和男
- 森乃阿久太
- 高橋知代
- 大石彩未
- 平山咲彩
- 清水美怜
- 竹内ひまり
- 遊木康剛
- 三注敦洋
- 田之上生海
- 金山拓矢
- 松岡航平
- 本多翼
- 佐藤健司
- 田中信彦

## スタッフ
- 製作 - 杉田成道、松井智、加藤和夫、磯野史訓、岡田美穂、伊藤幸弘、寺部明伸、手塚治
- 企画・プロデュース - 宮川朋之
- プロデューサー - 藤井理子、川村仁、目黒正之、井元隆佑
- アソシエイトプロデューサー - 菅谷和紀
- アシスタントプロデューサー - 大下直人
- 脚本 - ハヤシナオキ
- 音楽 - 中村康隆
- 撮影 - 百瀬修司、今西均（Bキャメラ）
- 美術 - 松宮敏之
- 照明 - 尾松聖志
- 録音 - 堀江二郎
- VE - 今西貴充
- 助監督 - 西片友樹
- 装置 - 小高良太
- 装飾 - 極並浩史
- 持道具 - 井上充
- 編集 - 山口健
- 記録 - 中野保子
- 整音 - 桜田佳美
- 音響効果 - 田代博司
- 衣裳 - 熊田美千代
- 美粧 - 大村弘二
- BLACK FOX スーツ制作 - 川上登、YOU-KO
- 視覚効果 - 三輪智章
- BLACK FOX スーツデザイン - 斎藤敦史
- アクションコーデイネーター - 髙橋伸稔
- 「BLACKFOX: Age of the Ninja」製作委員会（時代劇専門チャンネル、ハピネット、東映ビデオ、テレビ東京メディアネット、関西テレビ、BSフジ、ディ・テクノ）
- 制作 - 時代劇専門チャンネル、東映
- 監督・アクション監督 - 坂本浩一

## 音楽
主題歌「My Own Way」
作詞・作曲・編曲 - 八木沼悟志 / プロデューサー - 西村潤（NBCユニバーサル・エンターテイメントジャパン） / 歌 - fripSide

## 封切り
2019年10月5日より日本の20を超える動画配信サービスにて配信開始。
「京都国際映画祭2019」特別招待部門に出品され10月19日にワールドプレミア上映、「第29回映画祭TAMA CINEMA FORUM」にて12月1日に東京初上映。
12月13日および12月14日に台湾・台北の家電商業施設「三創生活園區」にてイベント上映、12月16日に東京・新宿バルト9で凱旋上映が行われた。
12月18日にBlu-rayおよびDVDが発売された。

### DVDリリース・派生作品
Blu-ray
- BLACKFOX 豪華版（2019年12月18日、東映ビデオ、BSZD08226） - 初回限定生産、『BLACKFOX』と併録
- BLACKFOX: Age of the Ninja 特別限定版（2019年12月18日、東映ビデオ、BSZD08229） - 初回限定生産

DVD
- BLACKFOX: Age of the Ninja（2019年12月18日、東映ビデオ、DSZD08228）

## テレビ放送
BSフジで2020年3月21日（土）14:00 - 15:55に放送された。

## 関連番組
- 世界初の〈アニメ×時代劇〉連動プロジェクト「BLACKFOX」スペシャル番組（初回放送：2019年10月5日 13:00 - 14:12、日本映画専門チャンネル）[25]
「アニメ『BLACKFOX』本編冒頭 特別版」および「密着ドキュメント『BLACKFOX: Age of the Ninja』」